# Tadeusz Kulczycki (inżynier)
Tadeusz Kulczycki (ur. 1972) – polski matematyk, specjalizujący się w analizie funkcjonalnej, analizie harmonicznej i procesach stochastycznych.
Absolwent (mgr inż.) z 1996 Politechniki Wrocławskiej. Na tej samej uczelni uzyskał następnie stopień doktora (w 1999, pod kierunkiem Tomasz  Byczkowski) i doktora habilitowanego (w 2007). W 2013 został profesorem nauk matematycznych. Był promotorem doktoratu Mateusza Kwaśnickiego.
W 2013 został profesorem na Wydziale Podstawowych Problemów Techniki Politechniki Wrocławskiej. Obecnie zatrudniony na Wydziale Matematyki tej uczelni.
Swoje prace publikował m.in. w „Potential Analysis”, „Journal of Functional Analysis”, „Transactions of the American Mathematical Society", „Annals of Probability”, „Journal of the London Mathematical Society”, „Communications in Partial Differential Equations” oraz „Journal of the European Mathematical Society".